# Шамов, Михаил Михайлович
Михаи́л Миха́йлович Ша́мов (1912—1971) — советский военнослужащий, участник Великой Отечественной войны, полный кавалер ордена Славы, разведчик батареи 86-й тяжелой гаубичной артиллерийской бригады (5-я артиллерийская дивизия прорыва, 4-й артиллерийский корпус, Центральный фронт, 1-й Белорусский фронт), старшина.

## Биография
Родился в крестьянской семье, русский. Окончил 4 класса школы, работал трактористом в колхозе. Служил в РККА с 1936 по 1938 год.
16 октября 1943 года в бою на правом берегу Днепра вблизи посёлка Любеч (Чернигововская область, Украина) вел разведку и корректировал огонь батарей. В результате были подавлены 2 батареи противника, вынес с поля боя раненого командира взвода. 23 ноября 1943 года был награждён орденом Славы 3 степени.
23—24 февраля 1945 года в районе города Пиритц (ныне Пыжице, Польша) эффективно вел разведку и корректировал огонь батарей. 25 марта 1945 года был награждён орденом Славы 2 степени.
28 апреля 1945 года в ходе боёв в Берлине эффективно вел разведку и корректировал огонь батарей. 15 мая 1946 года был награждён орденом Славы 1 степени. Член ВКП(б) с 1945 года. Демобилизован в ноябре 1945 года.
Работал в родном посёлке в совхозе имени Ленина трактористом.

## Память
Имя Героя присвоено улице посёлка Семиглавый Map.